# 铂傲
铂傲（Bang & Olufsen，縮寫：“B&O”，於2014年宣佈官方中文名稱為「铂傲」） 是由工程师Peter Bang和Svend Olufsen于1925年在丹麦的斯特鲁尔（Struer）南部的Quistrup领主庄园创立，主要負責设计音频、视频、医疗和多媒体产品。他们研制的第一件具备商业价值并以铂傲品牌命名的产品是 Eliminator，这种部件可以使收音机不需要依靠电池供电，只要接通交流电便可以操作，而当时收音机都是通过电池运作的。如今，铂傲已在60多个国家和地区拥有约1400家零售店。

## 铂傲集团
铂傲集团由四个全资附属公司组成，分别为铂傲AudioVisual a/s、铂傲Operations a/s、铂傲Medicom a/s和铂傲 New Business a/s，这四个附属公司分别管理铂傲集团下不同的商业领域。
铂傲集团的视频、音频、电话和多媒体设备由铂傲AudioVisual a/s公司负责开发并且投放市场，产品包括家庭娱乐视听设备、车载视听设备、会议视听设备以及音乐视听设备。与此同时，Operations a/s控制铂傲集团的商业活动，包括采购、生产和物流。而Medicom a/s则主要专注于集团的医疗器材，利用整个集团资源，开发、生产和推广医疗产品，包括为哮喘和慢性阻塞性肺疾病患者提供的加压式计量吸入器等。
在三家附属公司各负其责的基础上，New Business a/s整合集团资源与优势，发现并开发新的业务领域，扩大集团业务范围。与此同时，铂傲ICEpower a/s中90%的股权也为New Business a/s所拥有。
在亚洲地区的铂傲Asia Pte Ltd 是铂傲a/s的全资子公司，成立于2000年1月。作为铂傲亚太区总部，铂傲 Asia Pte Ltd所负责的国家和地区包括澳洲、中国香港、印度尼西亚、韩国、马来西亚、新加坡、台湾、泰国、中国大陆等。除了零售业务之外，铂傲也在亚洲地区设立了规模最大、水平最卓越的服务中心之一。铂傲于2004年进入中国，至今已在北京、上海、广州、杭州等16个城市开设了19家专卖店。
铂傲在全球60多个国家拥有约1,500名零售商，其中，约有50%为铂傲B1专卖店，店中只销售该品牌的产品。

## 历史与产品
Peter Bang (1900–1957)是Camillo Bang的儿子，后者是一个成功的丹麦商人。Peter在早年显示出对收音机技术巨大的兴趣。他在1924年毕业后，成为了一位工程师，并在一家美国收音机工厂工作了六个月。在那里，他渐渐熟悉了该领域最新的技术。他回到丹麦，召集了他学生时代的朋友Svend Olufsen (1897–1949) ,Svend的父母在他们靠近 斯特鲁尔Jutland的庄园搭建了一个阁楼供其实验之用。Peter希望改变不停为蓄电池充电的麻烦，而Svend始终为无线电付出心血，就这样，两位创始人开始了长达数10年的合作。当他们在1925年正式开展业务时，Bang专注于技术而Olufsen处理商务问题。
1927年，公司将工厂迁移到斯特鲁尔（Struer），作为铂傲的总厂，一直沿用至今；同年，交流电收音机3-lamper问世。
1929年，丹麦影院老板打算把“默片”换成有声电影。铂傲提供了这一产品。在具有里程碑意义的迪斯尼首部米老鼠电影在丹麦放映时，铂傲扩音器让人们首次感受到了声音的魅力，铂傲品牌也因此在丹麦家喻户晓。
他们的收音机和扬声器使得其产品成为了高保真音响设备的典范。1934年，他们推出整合收音机、留声机、扬声器于一体的Hyperbo。该产品与其他在三十年代推出的产品都受到了来自德国包豪斯实用主义的影响，这种影响后来逐渐形成铂傲设计的主要特色。
在20世纪30，40年代，出现了一批成功的技术发明，包括一种为电影工业服务的录音设备、为马戏团和军队车辆所用的车顶扬声器和极富代表性的Beolit39收音机。这台收音机大胆借鉴流线型别克Y型汽车和摩天大楼的理念将美学和功能融为一体。至此，铂傲在国际设计界享有盛名。

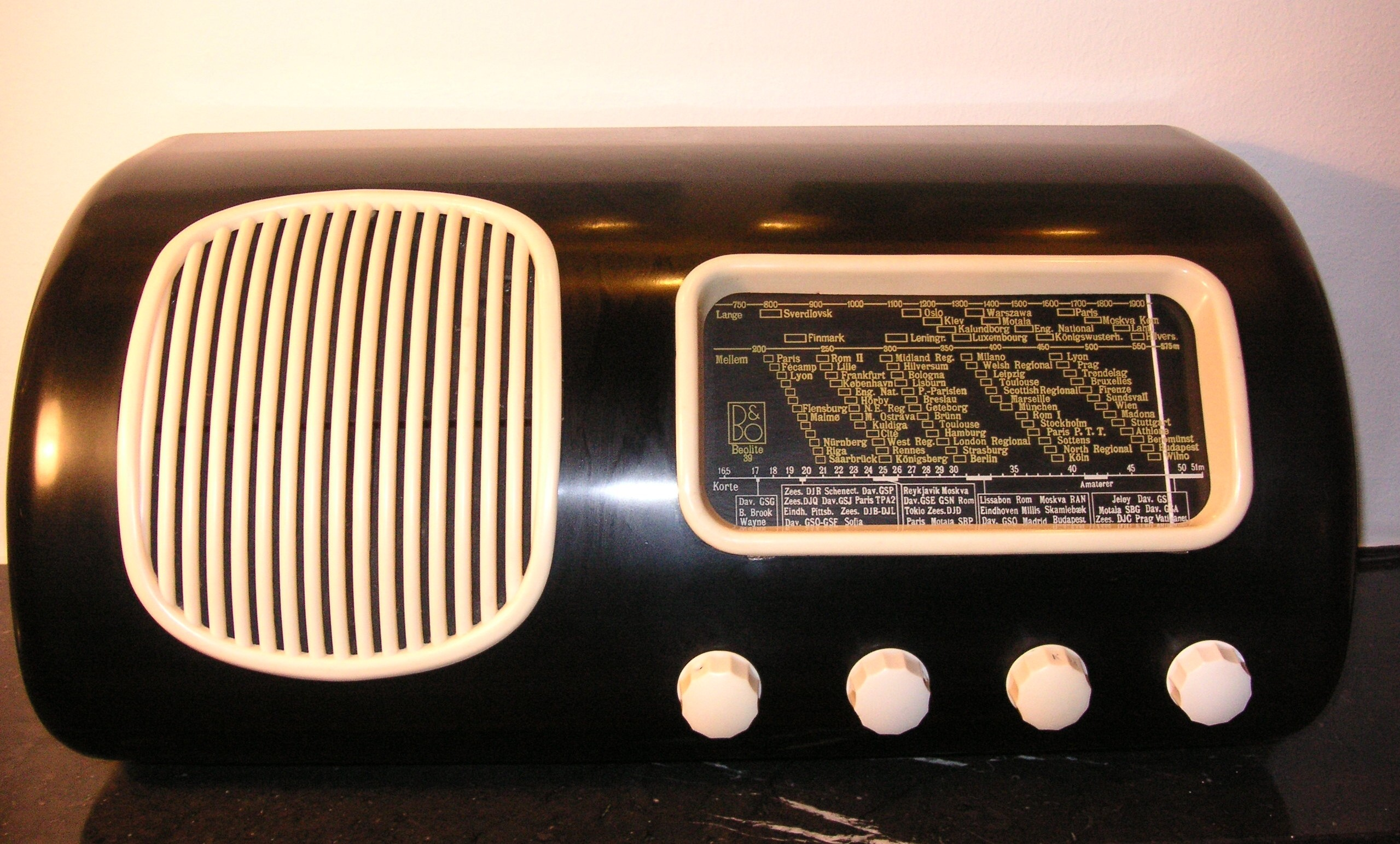
Beolit 39 ，1938，铂傲第一台收音机 Bakelite

然而，在多年丰收之后，一个巨大的挫折发生于第二次世界大战末期。亲纳粹分子烧毁了他们在Gimsing的厂房，其位置在Jutland的西北角，因为他们的管理层拒绝与德国人合作。1945年，当德国人在铂傲工厂下埋藏的炸药爆炸时，工厂灰飞烟灭，但300个工人却无一离开岗位。Bang与Olufsen并未被吓倒。他们重建了厂房并在20世纪50年代进一步开发收音机，收音电唱机和电视。1957年，Ib Fabiansen加入了公司，给他们的产品带来了新的设计思路。David Lewis在1965年加入铂傲，为公司80年代后的大多数产品进行设计。
二战结束后，铂傲与竞争对手的“战争”开始了。1950年，铂傲在霍朗举行的展览会上推出首部电视机原型。当时，丹麦其他19家电视机制造商都在其机壳内使用外来底盘时，铂傲却坚持使用自己的。最终，铂傲成为了丹麦唯一一家电视机制造商。
1962年，铂傲推出的BeoVision Horisont电视机，该产品附送一个手提盖箱，有效避免了搬运时对屏幕的损伤，标志着便携式概念的首次尝试。
1964年，首台以新晶体管技术为基础的收音机BeoMaster900诞生，外形上讲究的是苗条雅致的平面设计。
1972年，全球首台电子控制的直角唱臂留声唱机Beogram 4000获得了ID与SIM设计大奖，得到美国纽约现代艺术博物馆（MoMA）的青睐。
1978年，美国纽约现代艺术博物馆特别为铂傲举办了一个产品展览，向公众展出了全系列39件产品。在MoMA历史上，仅有四次为某一个品牌举办展览，截止至今，共有18件铂傲产品被列入MoMA永久性设计收藏品。
20世纪90年代，铂傲建立了直接面向用户的直营店，取代了传统的零售商。
1995年，铂傲推出了内置收音机的六碟 CD 播放机BeoSound 9000。
1997年，BeoCenter AV5问世，该影音产品整合了全部音频与视频功能于一体。
此后，铂傲又在2002年推出了首台彻底应用全新等离子显示屏科技的平面电视机，并在2003年引进了声学透镜技术（Acoustic Lens Technology）和适应性低音结构（Adaptive Bass Construction）。
2005年，铂傲推出了整合的BeoVision 7液晶电视机概念。
2016年4月9日，铂傲宣布，中國億萬富翁綦建虹出資5.7億港元增持公司13.1%股份，令後者在公司的持股量由5.6%提升至18.7%，取代荷蘭基金Delta Lloyd成為B&O新的大股東。

## 店铺

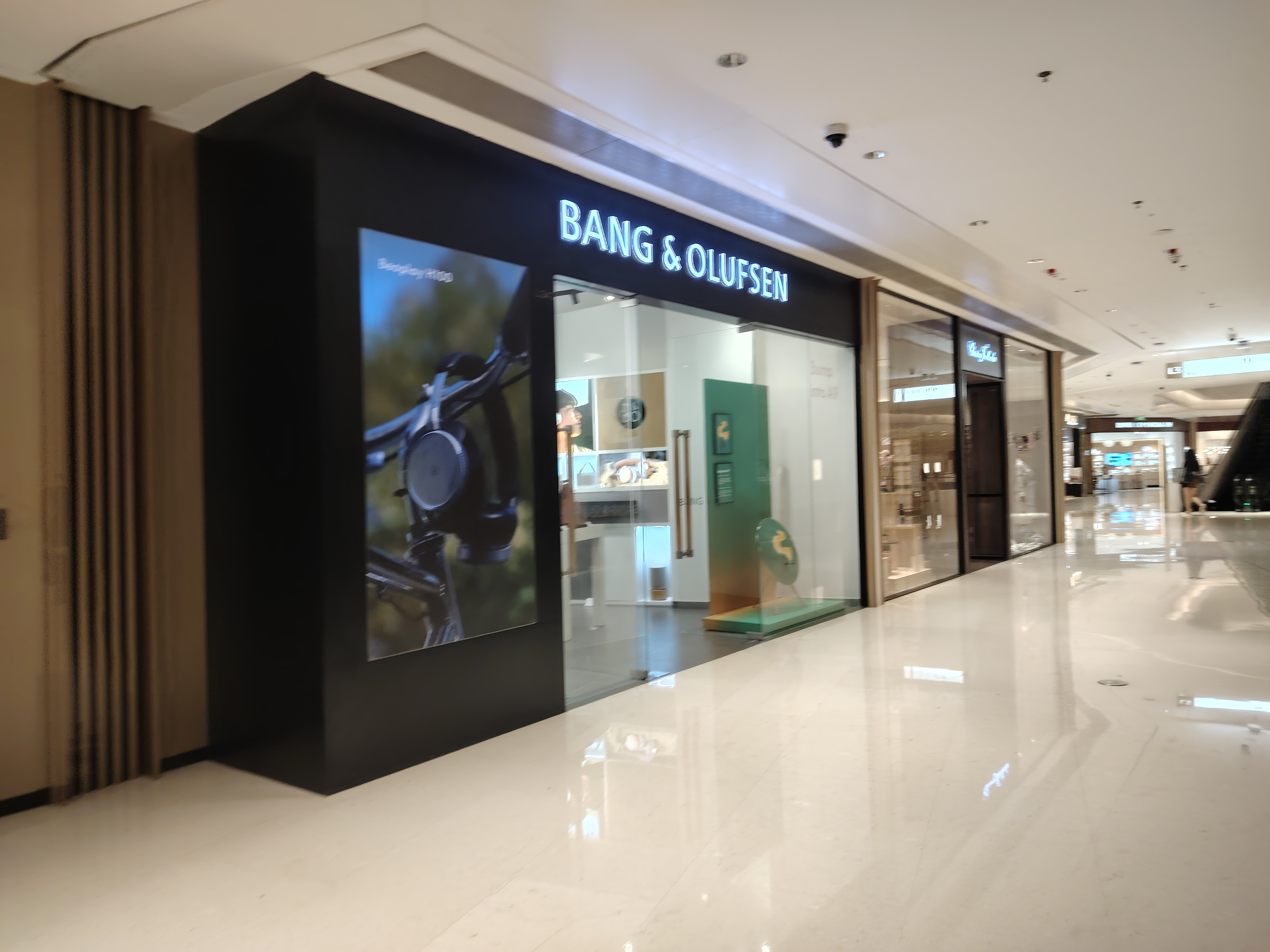
铂傲深圳湾万象城店

铂傲的全球专卖店一般都坐落于每个城市中推崇高尚生活的街道。在规划新店铺的过程中，铂傲尽力保留当地的传统建筑方法，并且可能强调周围的街道和地区以及建筑物的特色。铂傲专卖店内的每一个元素都颇具特色，从光纤文字、含蓄又精致的店面到简约时尚的内部装潢，都能展现出其独有的亲切感。在铂傲店铺内，顾客可以全面欣赏并亲身操作所有的智能设计和整合方案。
铂傲的专卖店都遵循以下特点：
- 所有店铺都与品牌保持一致的形象；
- 所有店铺必定是座落在可以带动灵感的地方；
- 所有店铺都崇尚优雅整洁的室内外设计。

## 合作产品
奥迪高档车A8、R8、S8、Q7等都配备了铂傲音乐系统。此外，铂傲与豪华游艇，全球奢华酒店如凯悦、St. Regis、Bulgaria、卓美亞等合作，提供优质的影音系统。铂傲還與HP電腦合作，於筆記型電腦上採用其技術。
以及知名手機LG V20應用其中。